# Peccato che sia una canaglia
Peccato che sia una canaglia è un film del 1954 diretto da Alessandro Blasetti, tratto dal racconto  Fanatico di Alberto Moravia e interpretato da Sophia Loren, Marcello Mastroianni e Vittorio De Sica.
È una «spiritosa commedia di caratteri» dall'«ammirevole scioltezza narrativa e da un ritmo agilissimo» che ha lanciato la coppia divistica Loren-Mastroianni.
Blasetti si cimenterà anche l'anno successivo in un'altra commedia interpretata dalla coppia, La fortuna di essere donna, che lancerà Sophia Loren come diva.

## Trama

Marcello Mastroianni e Sophia Loren in una scena del film

Il tassista romano Paolo è appena riuscito a procurarsi, dopo tanti sforzi, un'automobile nuova di zecca – una Fiat 1100 – quando, in una tranquilla giornata festiva di scarso lavoro, rischia di farsela rubare, accettando ingenuamente la richiesta di un terzetto di giovani di essere portati al mare. Mentre l'affascinante Lina lo distrae invitandolo a fare il bagno con lei, i due ragazzi tentano di rubargli la macchina; ma Paolo se ne accorge per tempo e li mette in fuga, pur danneggiando involontariamente la carrozzeria dell'auto. Quindi riconduce con sé in città la bella "esca" per consegnarla al commissariato di polizia, perché, pur attratto da lei, non crede affatto che abbia appena conosciuto i due ladri come sostiene.
Lina riesce però a sfuggirgli prima di arrivare a destinazione, lasciandolo alle prese con i vigili che lo bloccano per una manovra scorretta.
Nei giorni seguenti Paolo cerca invano di ritrovare i ladri, finché non si imbatte casualmente in Lina. Tenta nuovamente di metterla di fronte alle sue responsabilità, ma viene travolto dalla sua disinvolta parlantina e dalla sua irruente bellezza e, invece di denunciarla, decide di portarla a casa e di rivolgersi alla sua famiglia, perché la tenga lontana dalle cattive compagnie e la riporti sulla retta via. L'onesto tassista finisce così per subire anche il fascino del "professor" Stroppiani, senza rendersi conto che è proprio quell'uomo dai modi raffinati il "cattivo maestro" della figlia, un esperto ladro specializzato nel furto di valigie alla stazione, e che tutti, dall'anziana madre al figlio più giovane di soli nove anni, partecipano all'"attività di famiglia".

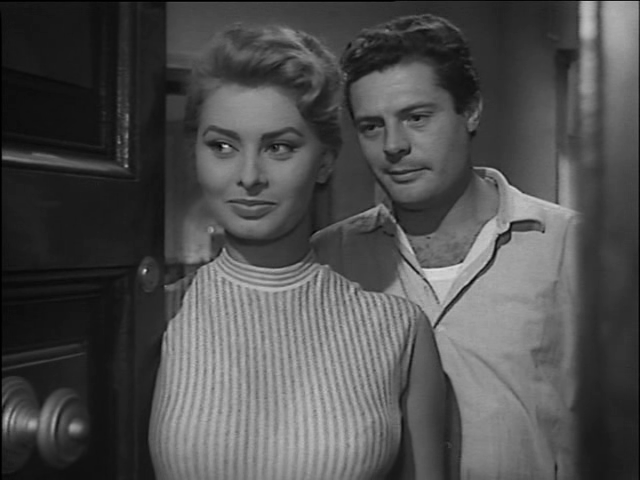
Ancora Sophia Loren e Marcello Mastroianni

Con il benestare del padre, Paolo comincia a frequentare Lina, lasciandosi alla spalle il loro turbolento primo incontro; ma l'idillio sentimentale è di breve durata, perché si scontra nuovamente con le inclinazioni "professionali" dell'amata. Paolo, infatti, scopre che il lussuoso portasigarette, che Lina gli ha regalato, è stato in realtà rubato al suo stesso capo garage. Andato in cerca della ragazza per rompere ogni rapporto con lei, si imbatte nel "professor" Stroppani e si ritrova ad essere complice, prima inconsapevole e poi inorridito dalla scoperta della realtà, della sua fuga dopo un furto compiuto alla stazione.
Il furto si conclude con un incidente stradale, da cui Paolo esce malconcio e la sua auto ancor peggio, mentre Stroppani sparisce indisturbato.
Lina, sentendosi in colpa per quanto accaduto, chiede al padre di assisterla in un borseggio su un autobus, per risarcire Paolo dei quasi centomila lire di danni subiti dalla macchina, che lui non è in grado di pagare. Ma il tassista, uscito dall'ospedale, seguendo fortunosamente i due giovani della spiaggia, sale anche lui sul mezzo pubblico, sventa il furto appena compiuto dagli Stroppiani padre e figlia e, forte delle sue convinzioni, conduce il quartetto di ladri, la vittima e la moglie al commissariato, per finirla una volta per tutte con quella problematica famiglia.
Al commissariato, il "professor" Stroppiani, grazie alle sue ben sperimentate capacità retoriche, riesce a far cadere l'accusa ed evitare che venga sporta denuncia. Paolo, sconfitto, lascia infine prevalere i sentimenti, chiede a Lina di sposarlo, le dà uno schiaffo e poi la bacia appassionatamente.

## Produzione

Marcello Mastroianni e Sophia Loren con alle spalle il Colosseo

### Riprese
Il film venne girato negli Studi di Cinecittà, nel comune di Castel Gandolfo e nella città metropolitana di Roma; inoltre le scenografie visibili furono interamente progettate dai direttori artistici Mario Chiari e Mario Garbuglia. Luoghi ricorrenti tra le location sono il Circo Massimo e la vicina piazza di Sant'Anastasia, sul Palatino.

## Distribuzione
Il film uscì in Italia il 4 febbraio del 1955, mentre negli Stati Uniti e nel resto del mondo (ove il titolo venne reso internazionale con l'inglese Too bad she's bad) a partire dal 24 o 28 dicembre seguente.

### Home video
Una prima versione in Blu-ray e DVD del film è stata distribuita dal 28 dicembre 2004; ne è stata poi prodotta una seconda, il 15 febbraio 2013.

## Accoglienza

### Incassi
Fino al 31 marzo del 1955, in Italia il film fu un enorme successo, guadagnando ben 656.942.518 di lire e posizionandosi al 21º posto della classifica dei "100 film di maggior incasso della stagione 1954-55".

### Critica[10]
(Recensione di Dennis Schwartz, del 5 giugno 1958)
Dopo diversi anni, sul sito web Rotten Tomatoes il film riceve il 74% delle recensioni professionali positive, con un buon voto di 7.5/10, basato su 100 recensioni.

## Riconoscimenti
- 1955 - Golden Globe
  - Candidatura per il miglior attore a Marcello Mastroianni[12]